# Наршараб

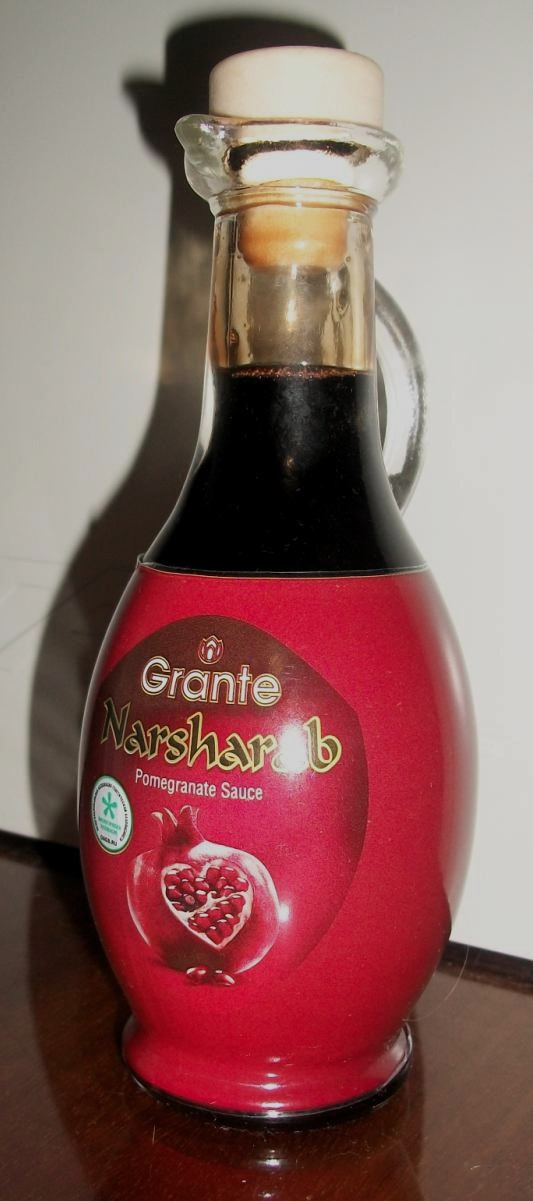
Соус «Наршараб»

Наршараб — азербайджанская приправа, широко используемая в восточной кухне, получаемая методом сгущения гранатового сока. Название соуса наршараб происходит от двух слов: «нар» — гранат и «шараб» — вино. Содержит до 10 % лимонной кислоты и до 45 % сахара. Чтобы приготовить наршараб, обычно очищают гранаты от кожуры и внутренних перегородок, после чего выжимают из оставшихся семян гранатовый сок. Сок оставляют испаряться до 20 % от первоначального объёма, а затем добавляют сахар, кориандр, базилик, корицу, лавровый лист, иногда чёрный или красный перец. Соус хранится в холодильнике. Наршараб обычно используется в качестве приправы к мясным и рыбным блюдам, а также к овощам и различным гарнирам.
Готовый наршараб также продают на рынках или в супермаркете.